# Sarcosomataceae
Sarcosomataceae Kobayasi – rodzina grzybów z rzędu kustrzebkowców.

## Charakterystyka
Są to grzyby saprotroficzne lub słabe pasożyty roślin o czarnych lub ciemno zabarwionych owocnikach. Podobnie jak u Sarcoscyphaceae, mają worki grubościenne z ekscentrycznym wieczkiem. Zewnętrzne warstwy ekscypulum są zwykle pokryte ciemnymi pigmentami. Zarodniki bezprzegrodowe, grubościenne z fałdami i ornamentami lub bez. Często w hymenium występują włoski lub szczecinki lub szczeciny. Anamorfy występują w rodzajach Conoplea i Sarcosoma, prawdopodobnie także Strumella, Urnula i Plectania.

## Systematyka i nazewnictwo
Pozycja w klasyfikacji według Index Fungorum: Pezizales, Pezizomycetidae, Pezizomycetes, Pezizomycotina, Ascomycota, Fungi.
Według Index Fungorum, który bazuje na Dictionary of the Fungi do Sarcosomataceae należą następujące rodzaje:
- Conoplea Pers. 1797
- Donadinia Bellem. & Mel.-Howell 1990
- Galiella Nannf. & Korf 1957
- Korfiella D.C. Pant & V.P. Tewari 1970
- Plectania Fuckel 1870
- Pseudoplectania Fuckel 1870 – czareczka
- Sarcosoma Casp. 1891 – dzbankówka
- Selenaspora R. Heim & Le Gal 1936
- Strobiloscypha N.S. Weber & Denison 1995
- Strumella Fr. 1849
- Urnula Fr. 1849[3].